# رابرت کرفت
رابرت کرفت (انگلیسی: Robert Kraft؛ زادهٔ ۵ ژوئن ۱۹۴۱) یک سرمایه‌دار اهل ایالات متحده آمریکا است، که در سال ۱۹۹۸ گروه کرفت را تأسیس کرد..